# Wayne Hennessey
Wayne Robert Hennessey (født 24. januar 1987 i Bangor, Wales) er en walisisk fodboldspiller, der spiller som målmand hos den engelske klub Nottingham Forest og for det walisiske fodboldlandshold.

## Klubkarriere
Hennessey spillede som ungdomsspiller frem til 2003 hos Manchester City, inden han kom til Wolverhampton, hvor han blev tilknyttet klubbens ungdomsakademi. Efter at være rykket op i klubbens seniorrækker i 2006 blev han udlejet til først Bristol City og senere Stockport. I Stockport var han med til at sikre klubben en rekord i engelsk fodbold, da han hjalp dem til ni sejre i træk uden at slippe mål ind, hvilket gav ham titlen som månedens spiller i League Two.
Hennessey havde kontrakt med Wolverhampton indtil 2015 og var inde og ude af holdet flere gange i løbet af sin tid i klubben. To gange har han været med til at sikre holdet oprykning til Premier League.

## Landshold
Hennessey står (pr. januar 2022) noteret for 108 kampe for Wales' landshold, som han debuterede for 26. maj 2007 i en venskabskamp mod New Zealand.